# Billy Graham (boxe anglaise)
Pour les articles homonymes, voir Billy Graham (homonymie) et Graham.
Billy Graham est un boxeur américain né le 9 septembre 1922 à New York et mort le 22 janvier 1992 dans la même ville.

## Carrière
Au cours de ses 126 combats professionnels, il réussit la performance de ne jamais avoir été mis knock down. Invaincu lors de ses 58 premiers combats, il s'incline une première fois aux points face à Tippy Larkin au Madison Square Garden.
Graham affronte quatre fois Kid Gavilan : il remporte le premier combat mais perd les trois suivants (notamment à La Havane le 5 octobre 1952 pour le titre de champion du monde des poids welters). Il affronte également au cours de sa carrière à trois reprises Carmen Basilio. Il gagne à nouveau le premier combat mais s'incline les deux autres fois.

## Distinction
- Billy Graham est membre de l'International Boxing Hall of Fame depuis 1992.